# 主辞
主辞（英: Head）は、計算言語学および計算音楽学（英語: Computational musicology）の用語である。

## 概要
主辞(ヘッド)とは階層構造において上位階層を形成する際に中心的な役割を果たす下位階層が存在するという考え方である。主に自然言語や調性音楽の分析に用いられる。

## 計算言語学における主辞

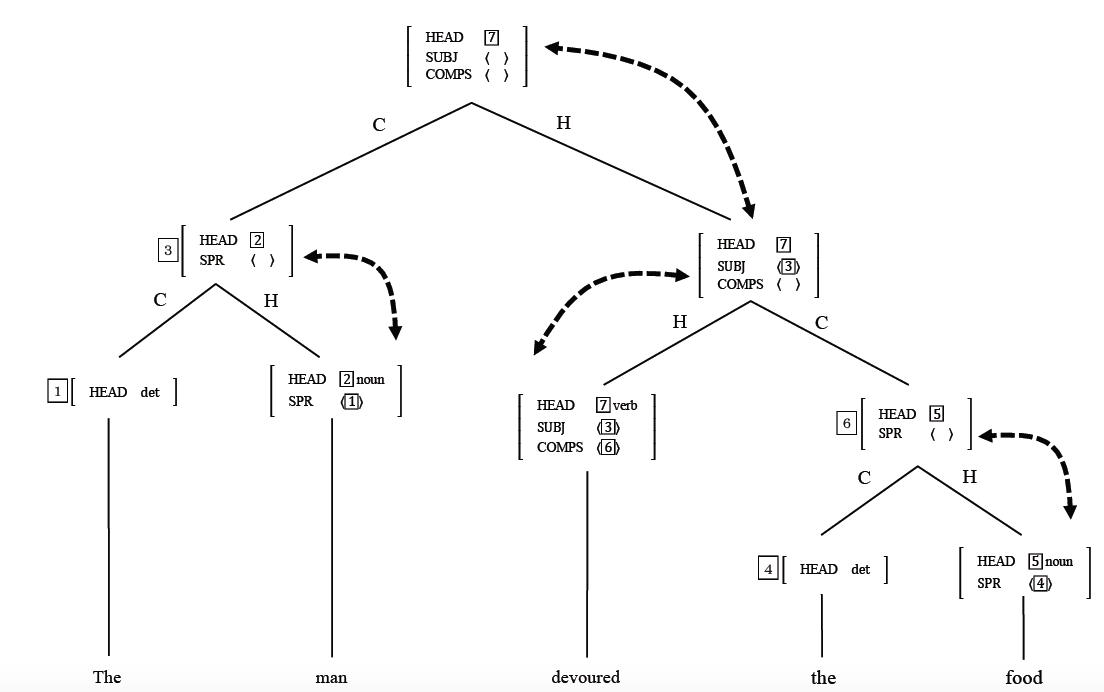
主辞駆動句構造文法における主辞。

計算言語学の場合、主辞駆動句構造文法において主辞の概念が用いられ、「主辞」のほか「主要部」、「ヘッド」といった訳語が用いられる。
「主辞素性原理」を始めとする種々の規則が定義されており、主辞が親カテゴリーに重要な情報を受け継いでいる(右図参照)。主語や目的語、補語に対する動詞、また、冠詞に対する名詞などが主辞となり得る。
自然言語の句構造はヘッドを有する構造であり、自然言語の文法が単純な文脈自由文法と異なる証左と考えられている。

## 計算音楽学における主辞
計算音楽学の場合、旋律構造解析および和声構造解析で主辞概念が用いられている。旋律構造解析では、生成音楽理論において主辞(ヘッド)が導入されている。和声構造解析においては、主辞駆動句構造文法を援用した理論において主辞が用いられる。